# ベトナム国家大学ハノイ校日越大学
ベトナム国家大学ハノイ校日越大学（ベトナムこっかだいがくハノイこうにちえつだいがく、英語名：Vietnam-Japan University, Vietnam National University, Hanoi (VJU-VNU)、ベトナム語：Trường Đại học Việt Nhật, Đại học Quốc Gia Hà Nội / 場大學越日、大學國家河内）は、ベトナムハノイにある国家大学。学長は古田元夫。

## 概観

### スローガン
「アジアを変える、世界に挑む。」

### 基本理念
あらゆるニーズに応えられる実践的な人材育成を重視し、さらにアジアの特徴・経験を活かしつつ、ベトナムの新たな最高水準の教育・研究・人材育成の拠点となること、ASEAN諸国や世界に開かれた大学として、グローバルな課題の解決に向け国際レベルで活躍できる人材を輩出することを目指す。

### 特徴
- 日本の大学が幹事校となってカリキュラムの準備と教員を派遣し、国際レベルの教育を提供。
- 授業は英語で実施し、必須科目として日本語教育を実施。
- 日本及びベトナムの日本企業におけるインターンシップを取り込み実践的な人材育成を図る。
- 自主的に働く能力と想像力を備えた人材育成を目指し、問題解決型、参加型学習に重きを置いた教育を実践。

## 沿革
- 2014年7月21日 - 設立。
- 2015年2月13日 - ベトナム国家大学ハノイ校と国際協力機構の間で日越大学修士課程設立プロジェクト（Project for the Establishment of the Master Programs of Vietnam-Japan University）が合意。
- 2016年9月9日 - 開校[1]。
- 2018年9月 - 気候変動・開発プログラム開設。

## 基礎データ

### 所在地
- ミーディンキャンパス - My Dinh Campus, Luu Huu Phuoc Road, My Dinh 1 Ward, Nam Tu Liem District, Ha Noi, Vietnam (Building C, Vietnam Australia School).
- ホアラックキャンパス - ホアラックハイテックパーク工業団地近接に建設中

### 修士課程
現在は修士課程のみとなっており、各プログラムごとに幹事校である日本の大学がカリキュラム準備と教員派遣を行っている。
- 公共政策（Master program in Public Policy） - 幹事校：筑波大学
- ナノテクノロジー（Master program in Nanotechnology） - 幹事校：大阪大学
- 地域研究（Master program in Area Studies） - 幹事校：東京大学
- 社会基盤工学（Master program in Infrastructure Engineering） - 幹事校：東京大学
- 経営学（Master program in Business Administration） - 幹事校：横浜国立大学
- 環境工学（Master program in Environmental Engineering） - 幹事校：東京大学・立命館大学
- 気候変動・開発（Master program in Climate Change and Development） - 茨城大学
- 日本語（Japanese）- 幹事校：早稲田大学